# 거침없이 쏴라! 슛 뎀 업
《거침없이 쏴라! 슛 뎀 업》(영어: Shoot 'Em Up)은 미국에서 제작된 마이클 데이비스 감독의 2007년 액션 영화이다. 클라이브 오언, 폴 지어마티, 모니카 벨루치 등이 출연하였고, 수전 몬트퍼드 등이 제작에 참여하였다.

## 줄거리
스미스는 과거 흑색 작전을 수행했던 군인 출신 떠돌이 총잡이로, 늘상 당근을 씹고 다닌다. 어느 날 스미스는 암살될 뻔한 신생아를 구출한 뒤 이 일에 우연히 휘말린 매춘부 도나와 힘을 합쳐 이 아기를 보호하게 된다. 이들은 민주당 대통령 후보인 상원 의원이 암에 걸려 골수 이식이 필요해지자 맞춤형 아기를 생산하기 위해 여러 여성을 임신시켰고 그 과정에서 임산부와 아기 몇이 사망했다는 사실을 알게 된다.

## 출연진
- 클라이브 오언 - 스미스 씨 역
- 폴 지어마티 - 칼 허츠 씨 역
- 모니카 벨루치 - 도나 퀸타노 역
- 스티븐 맥해티 - 해머슨 역
- 그레그 브릭 - 해결사 역
- 다니엘 필롱 - 러틀리지 상원 의원 역
- 줄리언 리칭스 - 허츠의 운전사 역
- 스티븐 R. 하트 - 클럽 기도 역

## 기타 제작진
- 총괄 제작: 토비 에머릭
- 배역: 디어드러 보언
- 미술: 게리 프룻커프
- 의상: 데니즈 크로넌버그